# 北海道仁木商業高等学校
北海道仁木商業高等学校（ほっかいどうにきしょうぎょうこうとうがっこう、Hokkaido Niki Commercial High School）は、かつて北海道余市郡仁木町にあった公立（道立）の高等学校である。

## 沿革
- 1950年 - 北海道余市高等学校仁木分校として開校
- 1952年 - 北海道仁木高等学校と改称して独立
- 1967年 - 道立に移管
- 1968年 - 北海道仁木商業高等学校と改称
- 2010年 - 北海道余市高等学校・北海道古平高等学校と統合に伴い生徒募集停止
- 2012年 - 閉校

## 閉校後の校舎
閉校後しばらく放置されていたが、2014年に単位制・通信制の「北海道芸術高等学校」の本校として利用。（沿革は「北海道芸術高等学校」参照のこと）

## 部活動
- 体育系
  - 野球部…秋季道大会出場経験ありの強豪だった時期あり。
  - 陸上競技部(男女)
  - 卓球部(男女)
  - バスケットボール部(男女)
  - バドミントン部(男女)
  - バレーボール部(女子)
  - 剣道部(男女)
- 文化系
  - ワープロ部